# Омтзигт, Питер
Питер Омтзигт (нидерл. Pieter Omtzigt; род. 8 января 1974, Гаага) — нидерландский политический деятель. Основатель и бывший лидер (2023—2025) партии «Новый общественный договор» (NSC). В прошлом — депутат Второй палаты (2003—2025).
18 апреля 2025 года объявил о своём уходе из политики.

## Биография
Родился в Гааге 8 января 1974 года.
Окончил начальную школу в Борне в регионе Твенте, затем в 1992 году — католический лицей Грюндел в Хенгело. В школьные годы возглавлял совет молодёжной организации профсоюза CNV.
Изучал экономику, статистику и европейские исследования в британском Эксетерском университет, где в 1996 году получил степень бакалавра (BA). Затем поступил в частный Свободный международный университет социальных исследований имени Гвидо Карли (LUISS) в Риме. Продолжил обучение в докторантуре в Европейском университетском институте (EUI) во Флоренции, где в 2003 году получил степень доктора философии. В 2000—2002 годах — исследователь (постдок) в Университете Инсубрии.

## Политическая карьера
3 июня 2003 года получил вакантный мандат депутата Второй палаты от партии «Христианско-демократический призыв» (CDA) после формирования коалиционного правительства под руководством премьер-министра Яна Петера Балкененде (CDA). Переизбран на выборах 2006 года и выборах 2010 года. На выборах 2012 года получил 36 750 голосов и был переизбран, несмотря на свою низкую позицию в списке CDA: CDA даже изначально не включила его в список. Популярность его росла: на выборах 2017 года получил более 97 тысяч голосов, на выборах 2021 года получил 342 472 голосов. Это отчасти связано с тем, что Омтзигт вместе с Ренске Лейтен (Социалистическая партия) акцентировал внимание на скандале с пособиями по уходу за детьми, который в итоге привёл к отставке коалиционного правительства под руководством премьер-министра Марка Рютте 15 января 2021 года. Специализировался на финансах, пенсионном обеспечении и налогообложении.
С 23 ноября 2004 года был заместителем члена и членом Парламентской ассамблии Совета Европы (ПАСЕ). В ПАСЕ являлся членом Комитета по правовым вопросам и правам человека (с 9 октября 2023), Комитета по соблюдению обязанностей и обязательств государствами-членами Совета Европы (Комитета по мониторингу) (с 27 января 2014), подкомитета по правам человека (2013, 2015—2018), подкомиссии по реализации решений Европейского суда по правам человека (2015—2018, 2019—2020) и подкомитета по правам меньшинств (2010—2017).
В марте 2021 года опубликовал книгу «Новый общественный договор», в которой предложил своё видение как восстановить доверие между правительством и гражданами. В сентябре вышел из парламентской группы «Христианско-демократический призыв» и стал независимым депутатом. Накануне выборов 2023 года основал партию «Новый общественный договор» (NSC), которая по итогам выборов получила 20 мест во Второй палате. После длительных переговоров Партия свободы (PVV), Народная партия за свободу и демократию (VVD), NSC и «Фермерско-гражданское движение» (BBB) сформировали коалицию. NSC предоставила 4 министров и 3 государственных секретарей в правительстве под руководством Дика Схофа, которое начало работу 2 июля 2024 года. Коалиция распалась 3 июня 2025 года после выхода Партии свободы.
18 апреля 2025 года объявил о своём уходе из политики. Покинул Вторую палату 13 мая. На церемонии прощания председатель Второй палаты Мартин Босма вручил ему рыцарский крест ордена Оранских-Нассау и отметил усилия Омтзигта по ликвидации последствий взрыва на складе фейерверков в Энсхеде, где живёт Омтзигт, в 2000 году. Его преемником по посту лидера NSC стала Николин ван Вронховен.

## Личная жизнь
Живёт в Энсхеде с женой и дочерьми. Супруга Айфер Коч (Ayfer Koç; род. 1971) — муниципальный политик.